# Jussac
Jussac est une commune française, chef-lieu de canton, située dans le département du Cantal en région Auvergne-Rhône-Alpes.

## Géographie
La commune de Jussac, traversée par le 45e parallèle nord, est de ce fait située à égale distance du pôle Nord et de l'équateur terrestre (environ 5 000 km).
Jussac est une commune située dans le Massif central à 10 km au nord d'Aurillac sur la route de Mauriac.
Elle est arrosée par l'Authre et par son affluent, le ruisseau de Cautrunes qui confluent à l'ouest du bourg de Jussac.

### Communes limitrophes
Jussac est limitrophe de huit autres communes.
| Freix-Anglards                   | Saint-Cernin |             |
| Ayrens                           | Jussac       | Marmanhac   |
| Teissières-de-Cornet, Crandelles | Reilhac      | Saint-Simon |

### Climat
Pour des articles plus généraux, voir Climat d'Auvergne-Rhône-Alpes et Climat du Cantal.
En 2010, le climat de la commune est de type climat des marges montargnardes, selon une étude du CNRS s'appuyant sur une série de données couvrant la période 1971-2000. En 2020, Météo-France publie une typologie des climats de la France métropolitaine dans laquelle la commune est exposée à un climat de montagne ou de marges de montagne et est dans la région climatique Ouest et nord-ouest du Massif Central, caractérisée par une pluviométrie annuelle de 900 à 1 500 mm, maximale en automne et en hiver.
Pour la période 1971-2000, la température annuelle moyenne est de 9,8 °C, avec une amplitude thermique annuelle de 15,3 °C. Le cumul annuel moyen de précipitations est de 1 390 mm, avec 12,6 jours de précipitations en janvier et 8,1 jours en juillet. Pour la période 1991-2020, la température moyenne annuelle observée sur la station météorologique de Météo-France la plus proche, sur la commune de Marmanhac à 5 km à vol d'oiseau, est de 10,6 °C et le cumul annuel moyen de précipitations est de 1 461,7 mm,. Pour l'avenir, les paramètres climatiques de la commune estimés pour 2050 selon différents scénarios d'émission de gaz à effet de serre sont consultables sur un site dédié publié par Météo-France en novembre 2022.

## Urbanisme

### Typologie
Au 1er janvier 2024, Jussac est catégorisée bourg rural, selon la nouvelle grille communale de densité à 7 niveaux définie par l'Insee en 2022.
Elle est située hors unité urbaine. Par ailleurs la commune fait partie de l'aire d'attraction d'Aurillac, dont elle est une commune de la couronne,. Cette aire, qui regroupe 85 communes, est catégorisée dans les aires de 50 000 à moins de 200 000 habitants,.

### Occupation des sols
L'occupation des sols de la commune, telle qu'elle ressort de la base de données européenne d’occupation biophysique des sols Corine Land Cover (CLC), est marquée par l'importance des territoires agricoles (90,8 % en 2018), en augmentation par rapport à 1990 (88,6 %). La répartition détaillée en 2018 est la suivante : 
prairies (59 %), zones agricoles hétérogènes (31,8 %), zones urbanisées (5,6 %), forêts (3,6 %). L'évolution de l’occupation des sols de la commune et de ses infrastructures peut être observée sur les différentes représentations cartographiques du territoire : la carte de Cassini (XVIIIe siècle), la carte d'état-major (1820-1866) et les cartes ou photos aériennes de l'IGN pour la période actuelle (1950 à aujourd'hui).

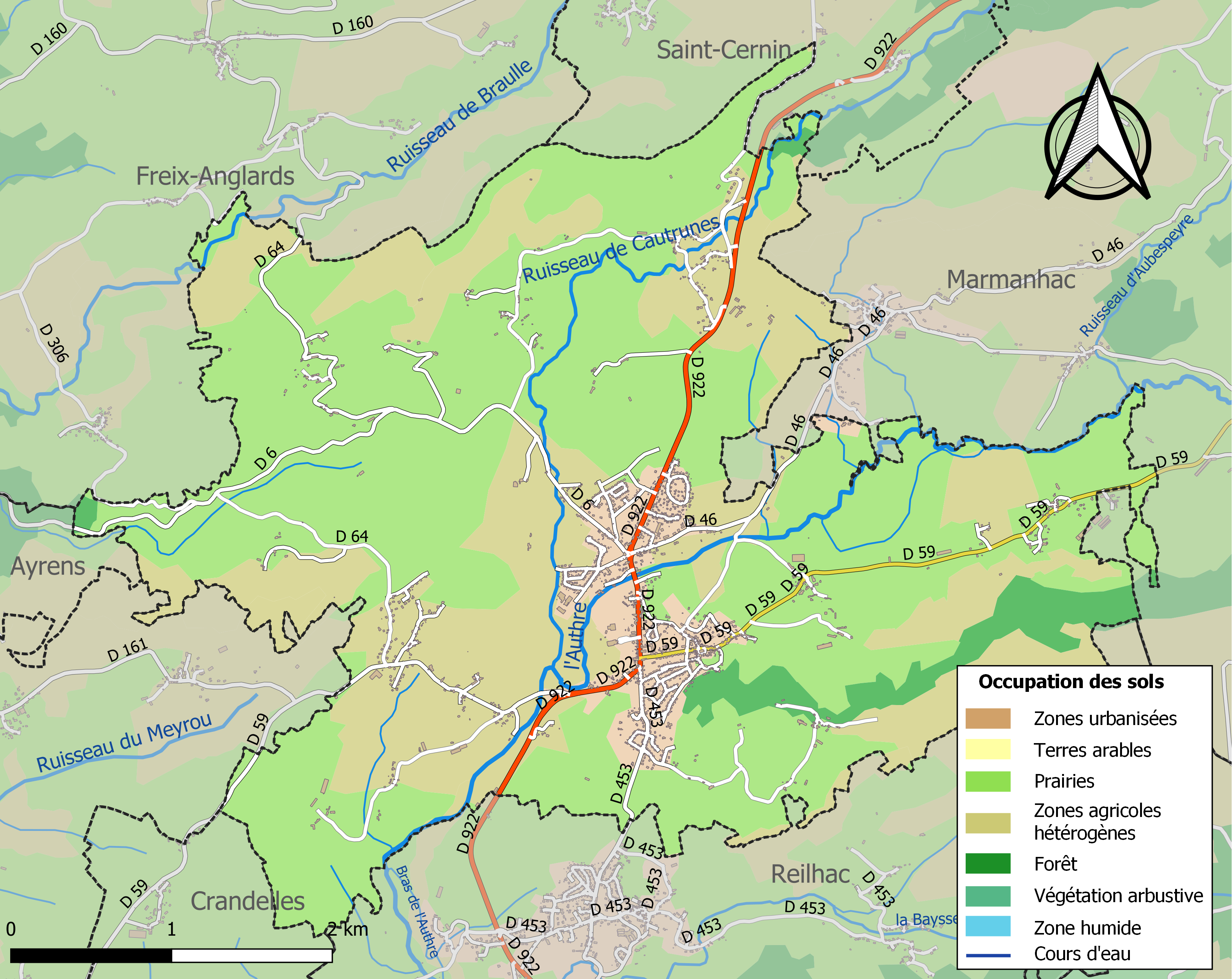
Carte des infrastructures et de l'occupation des sols de la commune en 2018 (CLC).

### Habitat et logement
En 2018, le nombre total de logements dans la commune était de 1 053, alors qu'il était de 1 011 en 2013 et de 919 en 2008.
Parmi ces logements, 86,2 % étaient des résidences principales, 7,6 % des résidences secondaires et 6,2 % des logements vacants. Ces logements étaient pour 92,5 % d'entre eux des maisons individuelles et pour 6,8 % des appartements.
Le tableau ci-dessous présente la typologie des logements à Jussac en 2018 en comparaison avec celle du Cantal et de la France entière. Une caractéristique marquante du parc de logements est ainsi une proportion de résidences secondaires et logements occasionnels (7,6 %) inférieure à celle du département (20,4 %) mais supérieure à celle de la France entière (9,7 %). Concernant le statut d'occupation de ces logements, 82,5 % des habitants de la commune sont propriétaires de leur logement (81,3 % en 2013), contre 70,4 % pour le Cantal et 57,5 pour la France entière.
| Typologie                                               | Jussac | Cantal | France entière |
| ------------------------------------------------------- | ------ | ------ | -------------- |
| Résidences principales (en %)                           | 86,2   | 67,7   | 82,1           |
| Résidences secondaires et logements occasionnels (en %) | 7,6    | 20,4   | 9,7            |
| Logements vacants (en %)                                | 6,2    | 11,9   | 8,2            |

## Histoire
Jussac est cité en 1344 sous le nom de Jussacum, ce nom gallo-romain indique que le premier village s'est développé autour d'un domaine qui devait appartenir à un certain Jussius (villa Jussii) depuis longtemps oublié. L'église est connue depuis le IXe siècle, du temps de saint Géraud. Le prieuré, riche en son temps, dépendait de l'abbaye d'Aurillac. Jussac était aussi un fief, on voyait jusqu'au XIVe siècle les ruines de son château vers l'actuelle chapelle d'Hauterive, il relevait de la baronnie de Saint-Christophe. En 1381, pendant la guerre de Cent Ans, les Anglais s'emparèrent du château de Nozières et y restèrent un an. Ce même château appartint plus tard en 1723 au maréchal de Noailles.
Au XVIIIe et au début du XIXe siècle, Jussac et les communes de la vallée de l'Authre ont été le centre d'un fort mouvement migratoire vers la Bretagne. Des marchands chaudronniers ambulants partaient vers l'ouest pour des campagnes de dix-huit mois en moyenne. Parmi ces migrants temporaires, un nombre important s'est installé définitivement en Bretagne, en premier lieu dans les villes.
Elle est, de 1985 à 2015, le chef-lieu du canton de Jussac.

## Politique et administration

### Liste des maires
| Période                                  | Période           | Identité                       | Étiquette | Qualité                                                                                  |
| ---------------------------------------- | ----------------- | ------------------------------ | --------- | ---------------------------------------------------------------------------------------- |
| Les données manquantes sont à compléter. |                   |                                |           |                                                                                          |
| 1792                                     | 1796              | Pierre Rays                    |           |                                                                                          |
| 1796                                     | 1800              | Antoine Fesq                   |           |                                                                                          |
| 1800                                     | 1813              | Joseph Lagaldie                |           |                                                                                          |
| 1813                                     | 1830              | Pierre Dejou                   |           |                                                                                          |
| 1830                                     | 1845              | Pierre Rays                    |           |                                                                                          |
| 1845                                     | 1848              | François Delsol                |           |                                                                                          |
| 1848                                     | 1859              | Géraud Calixte Plougeau        |           |                                                                                          |
| 1859                                     | 1871              | Emile François Delsol          |           |                                                                                          |
| 1871                                     | 1885              | Jean Rochet                    |           |                                                                                          |
| 1885                                     | 1892              | Jean Cruèghe                   |           |                                                                                          |
| 1892                                     | 1906              | Antoine Dejou                  |           |                                                                                          |
| 1906                                     | 1908              | Artheme Magis                  |           |                                                                                          |
| 1908                                     | 1914              | Antoine Carrier                |           |                                                                                          |
| 1914                                     | 1919              | Antoine Andrieu                |           |                                                                                          |
| 1919                                     | 1924              | Théodore Dejou                 |           |                                                                                          |
| 1924                                     | 1925              | Adrien Laparra                 |           |                                                                                          |
| 1925                                     | 1929              | Joseph Gibiart                 |           |                                                                                          |
| 1929                                     | 1959              | Adrien Laparra                 |           |                                                                                          |
| 1959                                     | juin 1995         | Antoine Dejou                  | UDF-CDS   | Conseiller général d'Aurillac-I (1982 → 1985) Conseiller général de Jussac (1985 → 1988) |
| juin 1995                                | août 2011 (décès) | Jean-Claude Maurel (1945-2011) | PS        | Contrôleur des impôts Vice-président de la CA du Bassin d'Aurillac (1985 → 1988)         |
| septembre 2011                           | mai 2020          | Alain Bruneau                  | DVG       | Retraité                                                                                 |
| mai 2020                                 | En cours          | Jean-François Rodier           | DVD       | Cadre des assurances                                                                     |

## Population et société

### Démographie

#### Évolution démographique
L'évolution du nombre d'habitants est connue à travers les recensements de la population effectués dans la commune depuis 1793. Pour les communes de moins de 10 000 habitants, une enquête de recensement portant sur toute la population est réalisée tous les cinq ans, les populations de référence des années intermédiaires étant quant à elles estimées par interpolation ou extrapolation. Pour la commune, le premier recensement exhaustif entrant dans le cadre du nouveau dispositif a été réalisé en 2004.

En 2022, la commune comptait 2 040 habitants, en évolution de +1,19 % par rapport à 2016 (Cantal : −1,08 %, France hors Mayotte : +2,11 %).
| 1793  | 1800  | 1806  | 1821  | 1831  | 1836  | 1841  | 1846  | 1851  |
| ----- | ----- | ----- | ----- | ----- | ----- | ----- | ----- | ----- |
| 1 252 | 1 115 | 1 311 | 1 642 | 1 535 | 1 553 | 1 507 | 1 502 | 1 339 |

| 1856  | 1861  | 1866  | 1872  | 1876  | 1881  | 1886  | 1891  | 1896  |
| ----- | ----- | ----- | ----- | ----- | ----- | ----- | ----- | ----- |
| 1 572 | 1 529 | 1 505 | 1 489 | 1 440 | 1 458 | 1 478 | 1 455 | 1 476 |

| 1901  | 1906  | 1911  | 1921  | 1926  | 1931  | 1936  | 1946  | 1954  |
| ----- | ----- | ----- | ----- | ----- | ----- | ----- | ----- | ----- |
| 1 365 | 1 337 | 1 418 | 1 183 | 1 047 | 1 053 | 1 073 | 1 003 | 1 031 |

| 1962  | 1968  | 1975  | 1982  | 1990  | 1999  | 2004  | 2006  | 2009  |
| ----- | ----- | ----- | ----- | ----- | ----- | ----- | ----- | ----- |
| 1 058 | 1 204 | 1 685 | 1 825 | 1 865 | 1 779 | 1 818 | 1 805 | 1 853 |

| 2014  | 2019  | 2022  | - | - | - | - | - | - |
| ----- | ----- | ----- | - | - | - | - | - | - |
| 2 010 | 2 022 | 2 040 | - | - | - | - | - | - |

#### Pyramide des âges
La population de la commune est plus jeune que celle du département. En 2021, le taux de personnes d'un âge inférieur à 30 ans s'élève à 29,5 %, soit un taux supérieur à la moyenne départementale (26,5 %). À l'inverse, le taux de personnes d'un âge supérieur à 60 ans (31,8 %) est inférieur au taux départemental (36,6 %).
En 2021, la commune comptait 938 hommes pour 1 088 femmes, soit un taux de 53,7 % de femmes, supérieur au taux départemental (51,1 %).
Les pyramides des âges de la commune et du département s'établissent comme suit :
| Hommes | Classe d’âge | Femmes |
| ------ | ------------ | ------ |
| 0,9    | 90 ou +      | 1      |
| 9,1    | 75-89 ans    | 14,1   |
| 19,4   | 60-74 ans    | 18,7   |
| 23,2   | 45-59 ans    | 20,8   |
| 16,9   | 30-44 ans    | 16,7   |
| 12,7   | 15-29 ans    | 11,8   |
| 17,9   | 0-14 ans     | 16,8   |

| Hommes | Classe d’âge | Femmes |
| ------ | ------------ | ------ |
| 1,2    | 90 ou +      | 3,1    |
| 10,1   | 75-89 ans    | 13,5   |
| 22,9   | 60-74 ans    | 22,6   |
| 21,8   | 45-59 ans    | 20,5   |
| 16,1   | 30-44 ans    | 15,2   |
| 13,8   | 15-29 ans    | 11,9   |
| 14,2   | 0-14 ans     | 13,3   |

## Culture locale et patrimoine

### Lieux et monuments
La commune de Jussac comporte plusieurs monuments à découvrir :
- La chapelle de Jussac située sur la colline d'Hauterive.
- L'église Saint-Martin, située dans le bourg et la fontaine Saint-Martin.
- Le château de Nozières
- Le fort de Nierestang, fief avec château fort situé sur les bords de l'Authre, qui a, aujourd'hui disparu.

### Personnalités liées à la commune
- Le maréchal de Noailles, neveu du grand cardinal, propriétaire du château de Nozières en 1723.
- Guy Fabry, coseigneur de Jussac et garde des sceaux du duché d'Auvergne en 1426.
- Arsène Saupiquet, le créateur de la marque Saupiquet naît le 25 février 1849 à Jussac.